# レクリエーション

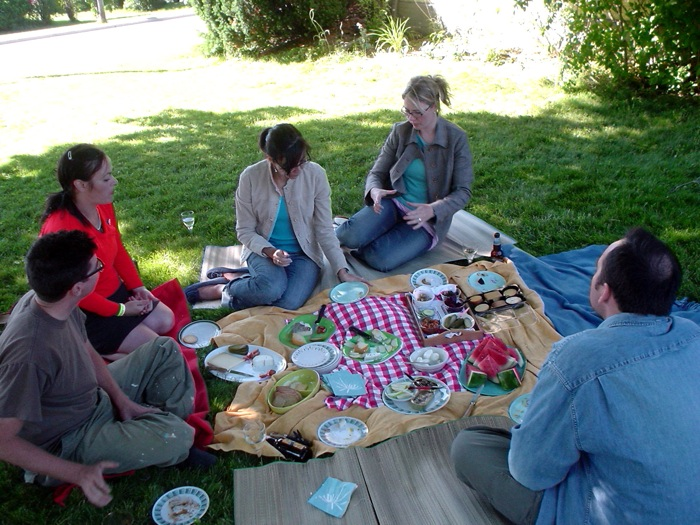
レクリエーションの例 (ピクニック)

レクリエーション（英語: recreation）は、自由時間などに娯楽として行われる、自発的・創造的な様々な余暇の活動のことである。略してレクとも呼ばれる。リクリエーション、レクレーション、リクレーション、リクリエイション、レクリエイション、 レクレイション、リクレイションなどとも表記される。

## 概要
「再創造」「元気を回復すること」などを意味するラテン語の recreāre が語源である。英語ではこれが2通りの言葉に分化した（前者が後者から派生した）。
- recreation - 気晴らし、娯楽、余暇。
- re-creation - 再創造（されたもの）。

肉体的・精神的な疲労（仕事・勉強など）を癒し、元気を回復するための休養・娯楽・気晴らし・気分転換であり、個人の健康を損なうようなものや、反社会的なものは除くという点で、レジャーとは異なる。
レクリエーションの種類は、スポーツや音楽、手芸や工芸、文芸や自然探求、演劇や舞踊、社交的行事など、多岐にわたる。
レクリエーション活動の場には代替性があるため、事業化するには市場からの「距離」が重要要素であるとされ、交通機関等の整備が肝要となる。
レクリエーションの誕生に関わる代表的な学説は2説ある。
- 17世紀の哲学者ヨハネス・アモス・コメニウスは、教育書『大教授学（英語版）』の中で、「レクリエーションは授業の後の休養と次の授業のための元気回復の時間」として重要性を説いた[6]。
- 17世紀のイギリス人哲学者ジョン・ロックは、教育書『教育に関する考察』にて、「気晴らし（レクリエーション）は、怠けていることではなく、仕事をかえて、疲れている体の部分を休ませる事だ」と説いた[6]。

## 日本におけるレクリエーション
日本では明治期から「レクリエーション」の翻訳が試みられており、復造力という訳語が当てられることもあった。昭和期には、レクリエーション・ムーブメント（英: recreation movement）の訳語として厚生運動の呼称が用いられた。
日本で「レクリエーション」に関する認識が深まったのは、連合国軍による占領でアメリカ合衆国の文化が急速に浸透していった第二次世界大戦後からとされる。
昭和13年（1938年）設立の日本厚生協会（昭和21年（1946年）に日本厚生運動連合へ改称）の発展的解消を経て、昭和22年（1947年）に日本レクリエーション協議会（昭和23年（1948年）に財団法人化に伴って日本レクリエーション協会へ改称、平成23年（2011年）に公益財団法人化）として改めて発足した。